# Guérard
Guérard is een gemeente in het Franse departement Seine-et-Marne (regio Île-de-France) en telt 2103 inwoners (2004). De plaats maakt deel uit van het arrondissement Meaux.

## Geografie
De oppervlakte van Guérard bedraagt 19,8 km², de bevolkingsdichtheid is 106,2 inwoners per km².
De onderstaande kaart toont de ligging van Guérard met de belangrijkste infrastructuur en aangrenzende gemeenten.

## Demografie
Onderstaande figuur toont het verloop van het inwonertal (bron: INSEE-tellingen).